# Parafia Matki Bożej Różańcowej w Wańkowej
Parafia Matki Bożej Różańcowej w Wańkowej – parafia rzymskokatolicka znajdująca się w archidiecezji przemyskiej, w dekanacie Ustrzyki Dolne.

## Historia
W 1985 roku do Wańkowej sprowadzono z Ropienki, dawną drewniana cerkiew, którą złożono i zaadaptowano na kościół.
W 1985 roku została erygowana parafia, z wydzielonego terytorium parafii Ropienka, a w 1986 roku bp Ignacy Tokarczuk dokonał poświęcenia kościoła, pw. Matki Bożej Różańcowej.
Na terenie parafii jest 958 wiernych (w tym: Wańkowa – 482, Brelików – 16, Leszczowate – 76, Paszowa – 215, Serednica – 67, Wola Romanowa – 7).
Proboszczowie parafii:
1985–1990. ks. Jan Lib.
1990–1993. ks. Stanisław Wójcik.
1993–2016. ks. Marek Siedlecki.
2016– nadal ks. Marek Kilar.

## Kościoły filialne
- Leszczowate – pw. św. Paraskewy (od 1990)[5].
- Paszowa – pw. Narodzenia Najświętszej Maryi Panny (od 1947)[6].
- Serednica – pw. św. Stanisława Kostki.

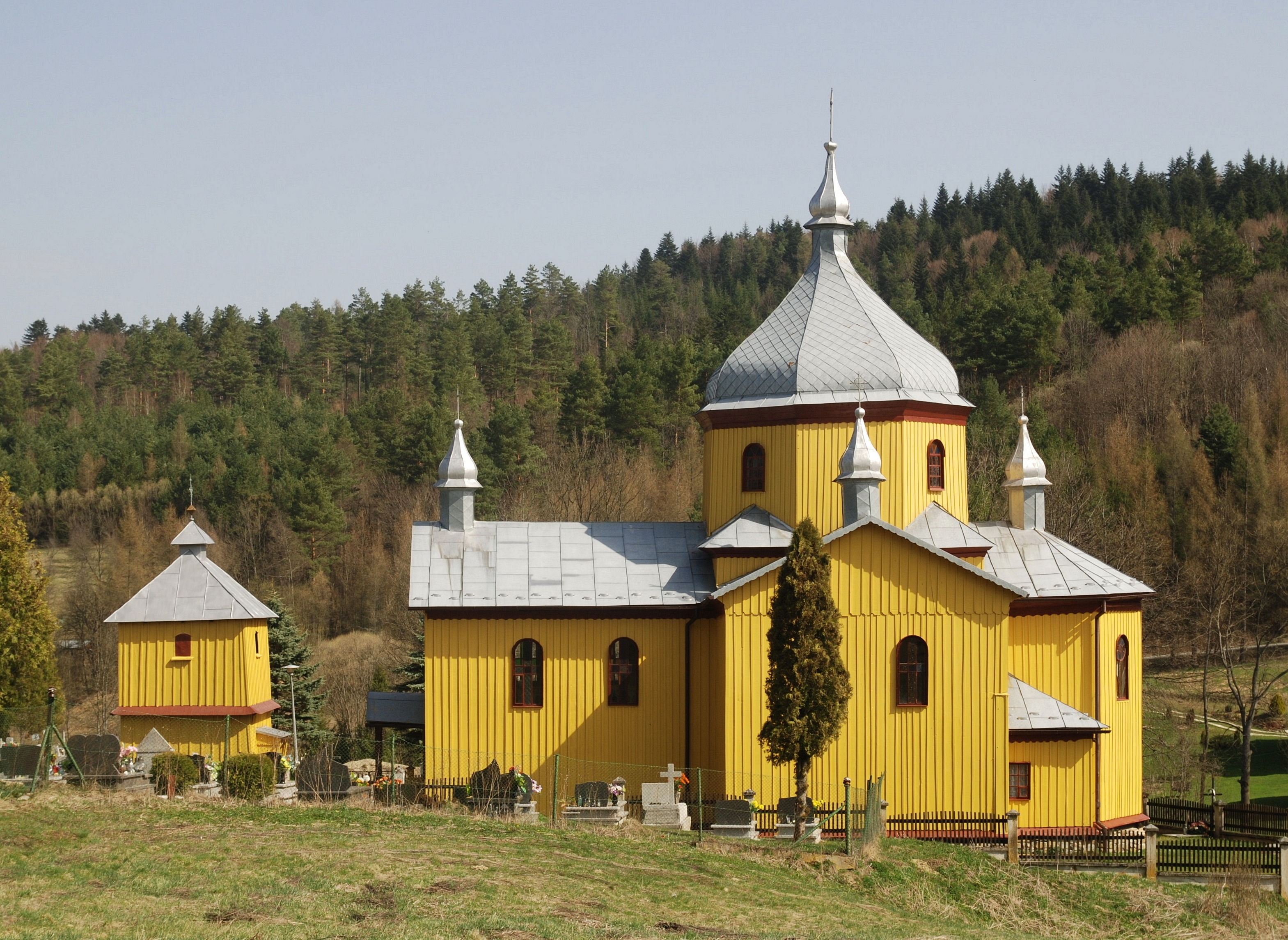
Kościół filialny w Leszczowatem
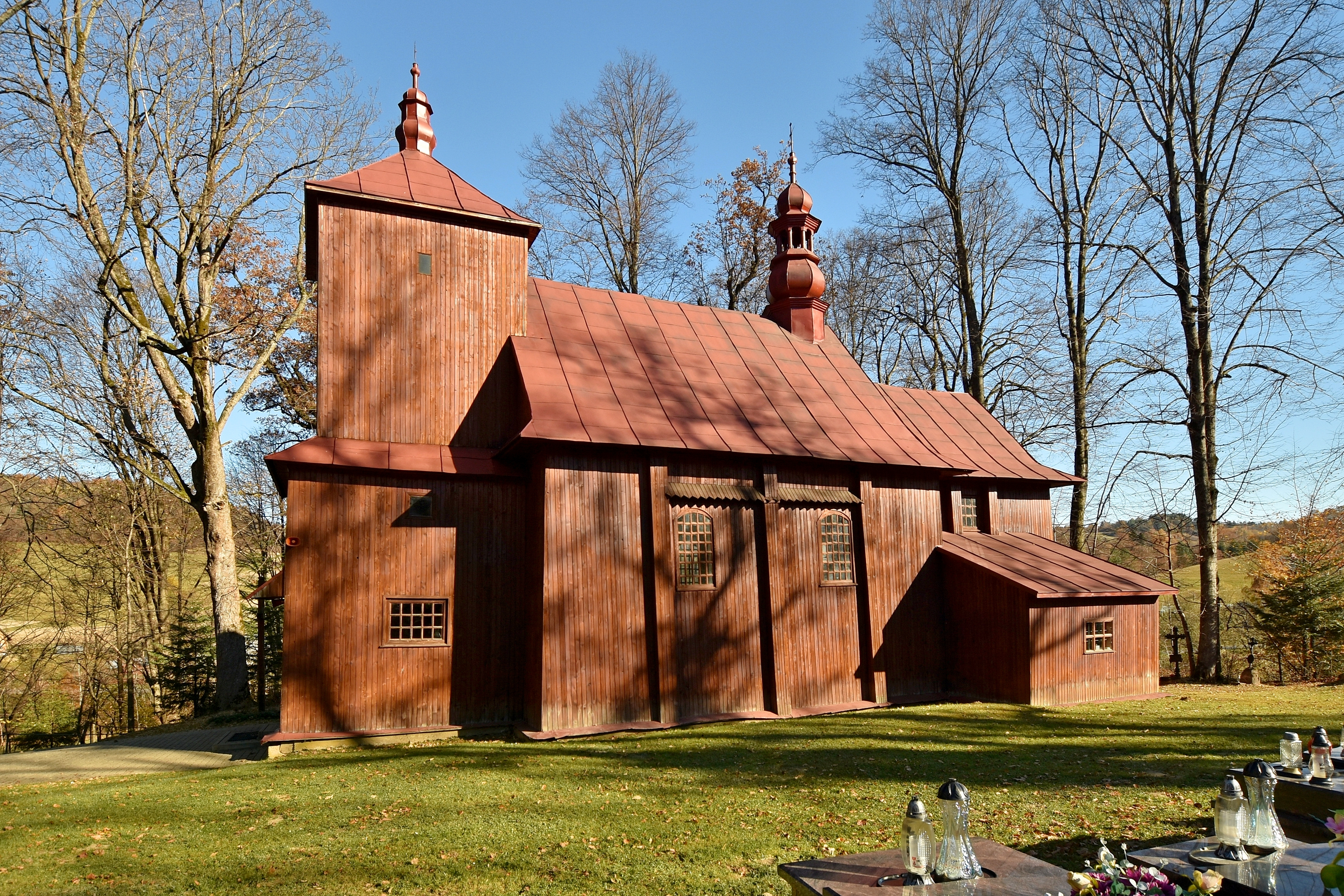
Kościół filialny w Paszowej